# محوطه چخماق
محوطه چخماق مربوط به دوران‌های تاریخی پس از اسلام است و در شهرستان تربت حیدریه، بخش جلگه زاوه، روستای چخماق واقع شده و این اثر در تاریخ ۲۴ اسفند ۱۳۸۳ با شمارهٔ ثبت ۱۱۶۵۵ به‌عنوان یکی از آثار ملی ایران به ثبت رسیده است.